# Ворошилівка
Вороши́лівка — село в Україні, у Гніванській міській громаді Вінницького району Вінницької області. Населення становить 1247 осіб.

## Географія
Село розташоване на заході Вінницького району по обидва береги р. Південний Буг, у низовині, за 9 км від центру громади Гнівань на кордоні із Жмеринським районом, в 28 км від Вінниці, 20 км від Жмеринки, 9 км від Гнівані та 5 км від автошляху Т 0212.
Сусідні населені пункти:

## Історія

### Заснування і назва села
Перше відоме письмове джерело, де згадується назва села, датується 1552 р. У документі йде мова про поділ сіл і містечок на Тиврівщині між польськими та українськими панами, у якому вказано, що родині Семашків дісталися села: Ворошилівка, Маянів, Шершні, Іванківці. 

Назва, за переказами, походить від прізвищ козаків Вороша і Шила, які зі своїми загонами оберігали ці місцини від нападів татар і турків. Втім, поселення на місці теперішньої Ворошилівки виникло значно раніше. Воно утворилося при впадінні річки Барана до Південного Бугу.

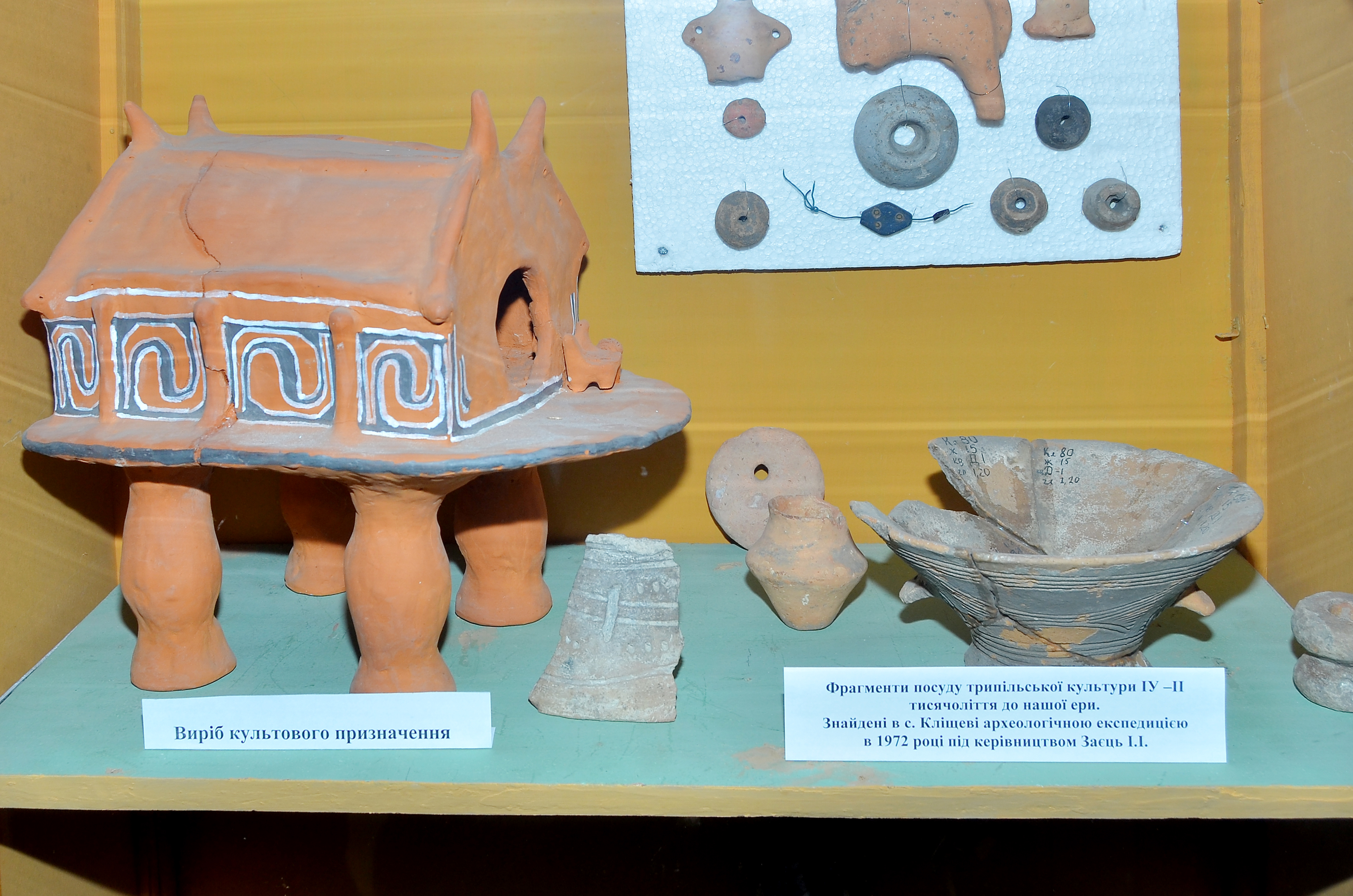
Модель трипільського житла, знайдена у Ворошилівці

### Давнина
У IV–II тис. до н. е., у добу міді та бронзи, на території села проживало населення
трипільської культури, що підтверджено археологічними розкопками у 1975–1980 рр. Трипільське поселення мало площу 8 га і знаходилося за 3 км від сучасного центру села на правому березі р. Південний Буг (напроти Гніваньского гранітного кар'єру). Серед знакових знахідок археологів — модель трипільського житла, глиняні дитячі іграшки, посуд.
До пам'яток скіфської доби належать: великий курган між Сутисками та Ворошилівкою в урочищі «Самійлів яр», два поселення (VI — IV ст. до н. е.), три кургани біля села (ліворуч р. Південний Буг), там само — городище.
У ранньому Середньовіччі на місті теперішнього села було поселення тиверців, що зараз зветься «Замчисько» (середина I тис.). Подальша історія Ворошилівки простежується вже після монголо-татарської навали та доби Князівства Литовського, коли за часів Річі Посполитої поселення за нинішньою назвою дісталось у володіння родині Семашків. Від Семена Семашка переходить у спадок його доньці Анні. Про польський період в історії Ворошилівки свідчать спогади про відповідний цвинтар у центрі села, на місті якого влаштовано шкільний стадіон, а надгробки використано при будівництві школи.

Існує легенда про підземний хід від Черленківського замку (у теперішньому с. Селищі) до Ворошилівки.

### Козацька доба

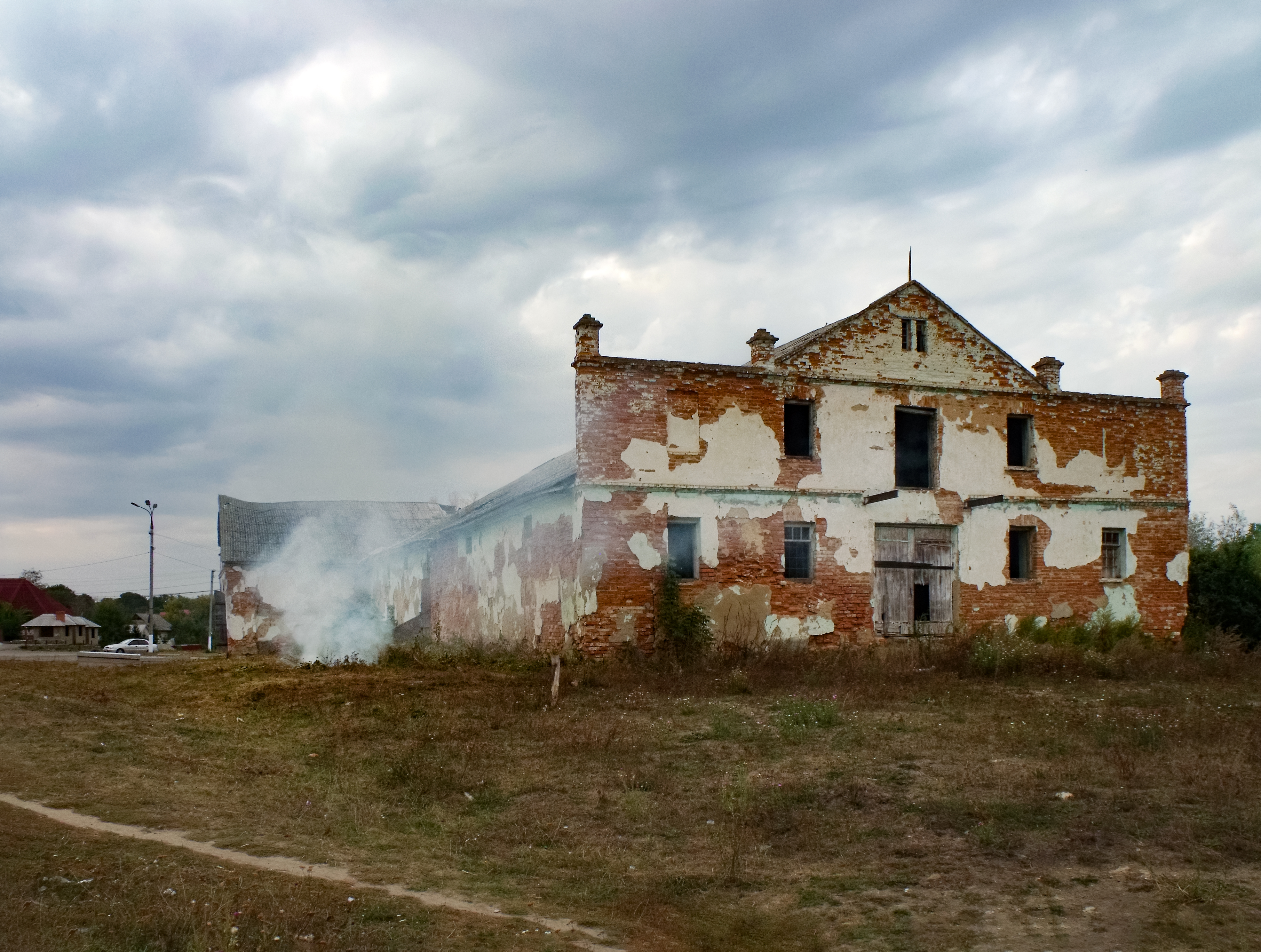
Заїзд «Парцелі»

У період національно-визвольної війни в 1648–1657 рр. Ворошилівка адміністративно входить до складу Краснянської сотні Брацлавського полку. У Краснянській сотні служили козаки з
Ворошилівки — Лесь Стеценко, Матвій Панютенко, Лука Антоненко, Гриць Ілляшенко, Яць
Галенко, Матвій Сребринний, Танко Яременко, Денис Юр'єв, Ілько Іванащенко. Серед курінних отаманів сотні був уродженець з Ворошилівки — Олександр Стеценко.

У січні 1651 р. у містечку перебував загін сотника Романа Шпаченка (Шпака), який був передовою сторожею основних сил полковника Данили Нечая, що став табором у містечку Красному. Військо М. Калиновського 9 лютого 1651 р. знищило загін Шпаченка у Ворошилівці разом з усім населенням, а сотник замість того, щоб попередити Нечая про небезпеку, втік до Мурафи, що дозволило полякам здійснити раптовий напад на Красне, знищити козацьку залогу і вбити Д. Нечая

### Панщина
Після Руїни, турецького ярма і повернення у 1699 р. знову до польської корони, Ворошилівка перебуває у власності спадкоємців Семашків — Комаровських (Комарів), Житинських, Красносельських, Бонковських, Галинських, Красицьких. Частина кріпаків (414 чол.) належить Потоцьким.

У 1750 р. в селі було 1050 мешканців. З ліквідуванням у 1797 р. Брацлавського намісництва і переходом в управління Російської імперії магнатське і шляхетське землеволодіння залишилося без змін. Станом на 1 січня 1869 р. Ворошилівка є центром однойменної волості у складі Вінницького повіту. До Ворошилівської волості у той час також належать села — Сутиски, Витава, Рижавка, Маянів, Могилівка.

У Ворошилівці розвивається гончарство, від 1823 р. діє знана навколо суконна фабрика, з 1845 р. — винокурня, насаджуються плантації винограду. Населення головним чином займається рільництвом, рибальством у Бугу, ремісництвом — чоботарством, теслярством, столярством, кравцюванням.
Водночас, селяни продовжували потерпати від панського свавілля. Так, ворошилівська поміщиця примушувала селян сусіднього села Борскова виконувати різні повинності поверх чиншевої плати. Чоловіки працювали один день на тиждень на млині чи на винокурному заводі, жінки — в полі або у дворі. Поміщиця брала плату за кожне фруктове дерево, кущ коноплі. Це призводило до непокори. З'ясовано факт, що у 1831 р. народний месник У. Кармалюк агітував на ярмарку у Ворошилівці. В Державному архіві Вінницької області зберігаються справи про спротив ворошилівських селян поміщикам — Каролині Галинській (за 1851 р.) та Євстафію Красицькому (за 1861 р.)
У середині ХІХ століття в діловодстві місцевої єврейської громади побутувала печатка з зображенням геральдичної троянди (імовірно — давнішого, чинного ще за доби Речі Посполитої герба містечка).

### На рубежі XIX— XX століть
Від 1884 р. Ворошилівка — містечко у складі Тиврівської волості Вінницького повіту. В селі є церква, костел, синагога і єврейський молитовний дім; гуральня, пивзавод, водяний млин, цегельня; 14 крамниць та 19 ремісників. У 1875 р. функціонує однокласна школа з 52 учнями та 2 викладачами.
Навколишні землі та виробнича інфраструктура у другій половині XIX ст. зосереджуються в руках магнатів Ярошинських.
 Місцеве населення воліє працювати у сусідній Гнівані, через яку прокладено залізницю з Києва на Одесу, і де почали функціонувати вантажна станція, цукровий завод, гранітний кар'єр. 

В останню чверть позаминулого століття у Ворошилівці — 360 обійсть з 3300 жителями, серед яких 17,% — євреї. В селі є православна церква, костел, два єврейських молитовних дома, однокласне народне училище. Діють поромний перевіз, аптека, водяний млин, але вже не працюють цегельня та гуральня. Нараховується 30 ремісників. Для містечка визначено 26 базарних днів на рік.

Останніми панами Ворошилівки були Красицькі. В 1903 р. угіддя розподілені між братами та сестрами — Іваном (Яном), Еразмом, Марією та Леонтиною. Перед Першою світовою війною в селі мешкає 5582 жителів у 563 подвір'ях, діє міщанська управа, пункт урядника, однокласне училище, дві православні церкви, костел, дві синагоги, є лікар, євреї тримають аптеку, бакалійну, винну, галантерейну та мануфактурну крамниці, три заїжджих двори, а землі належать братам — Івану Євстратовичу та Еразму Євстратовичу Красицьким, по 400 десятин у кожного. Брати живуть у маєтку і ведуть господарство. По неділях через кожні два тижні у містечку збирається базар.
У Ворошилівці (частково) відбувається дія гумористичного оповідання Шолом-Алейхема «З призову» (1902, з циклу «Записки комівояжера»).

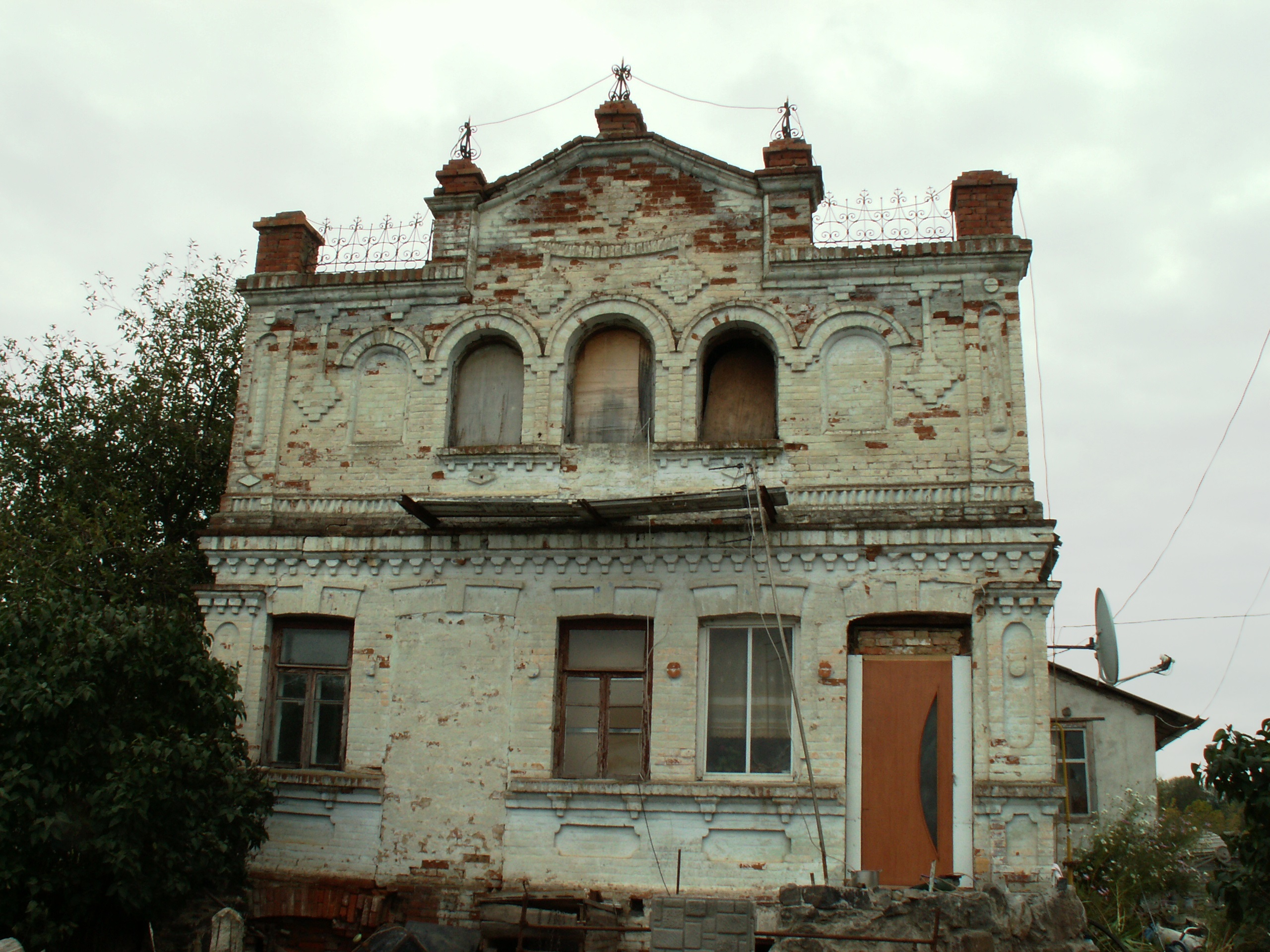
Колишня синагога

### Духовне життя
У 1776 р. за гроші поміщика Бонковського побудований костел Св. Матеуша. Католицька парафія налічувала 2549 віруючих з Ворошилівки та таких навколишніх населених пунктів, як — Борсків, Гнівань, Грижинці, Ільківка, Маянів, Могилівка, Рівець, Рижавка, Сутиски, Теодорівка, Витава.

Дерев'яний храм Різдва Богородиці з п'ятиярусним іконостасом побудований у 1750 р. Спочатку був з трьома куполами, але внаслідок повені на Бугу 1844 р. головний купол обрушився, і після реконструкції наступного року церква стала однокупольною. В 1899 р. побудовано новий однокупольний п'ятиглавий дерев'яний храм на камінному фундаменті з дзвіницею поруч. З 1860 р. до утворення у 1875 р. однокласного народного училища існувала церковна школа. Цікавим є факт про справу пароха Івана Красовського, яка слухалася у Вінниці 4 травня 1780 р. Пароха обвинувачували у співмешканні із прихожанкою і позашлюбному батьківстві.

### Революційна доба[27]
У вирії революційних подій та із затвердженням радянської влади у Ворошилівці не збереглися ані панські маєтки, ані жодний з храмів. Майно поміщиків Красицьких було розтягнуто місцевими жителями. До першого ревкому села входили Артем Беган, Андрій Скиба, Григорій Коваль; головою обрано Микиту Малого, секретарем — Самійла Слободянюка. 

У 1919 р. в селі діяв загін УНР ватажка Артема (А. Онищука). 

У 1921 році у Ворошилівці функціонували водяний млин, 11 кузень, 5 майстерень кравців та капелюшників, 6 майстерень із виготовлення взуття, одна майстерня жерстяних виробів і 4 стельмашні. У грудні 1922 року в селі було організовано перший осередок колгоспу. У 1922 році було відкрито семирічну трудову школу з 35 учнями. У поміщицькому будинку влаштували клуб, у якому розгорнула роботу художня самодіяльність, запрацювали лікнепи, хата-читальня, де на обліку було 50 читачів та 200 книг.
У 1923 р. у зв'язку з утворенням Тиврівського району Ворошилівка стала мати сільську раду і зберегла статус містечка. У 1925 р. у зв'язку з черговою адміністративною реформою тимчасово входила до складу Жмеринського району, а від 1932 р. — знову у складі Тиврівського.

У 1924 році було організовано Ворошилівсько-Рижавське об'єднане кооперативне товариство по електрифікації сільського господарства «Світло» та Ворошилівське кооперативне товариство «Плуг». У 1929 в селі був створений колгосп «Комінтерн». Першим його головою був Шутак Тимофій Варламович.

У 1932 р. у неповно-середній семикласній школі працювали 13 викладачів та вчилися 120 учнів. Нову двоповерхову школу на 10 шкільних кімнат побудовано у 1937 р., де викладали 15 педагогів та навчалися 200 школярів.

З 1933 по 1937 рік головою колгоспу працював Чорний Павло Іванович. Жертвами голодомору за офіційною статистикою стали близько 100 осіб, а також 15 жителів с. Підлісівка, яка згодом стала частиною Ворошилівки. Втім, за неофіційними даними, від голоду померли понад 300 чоловік.

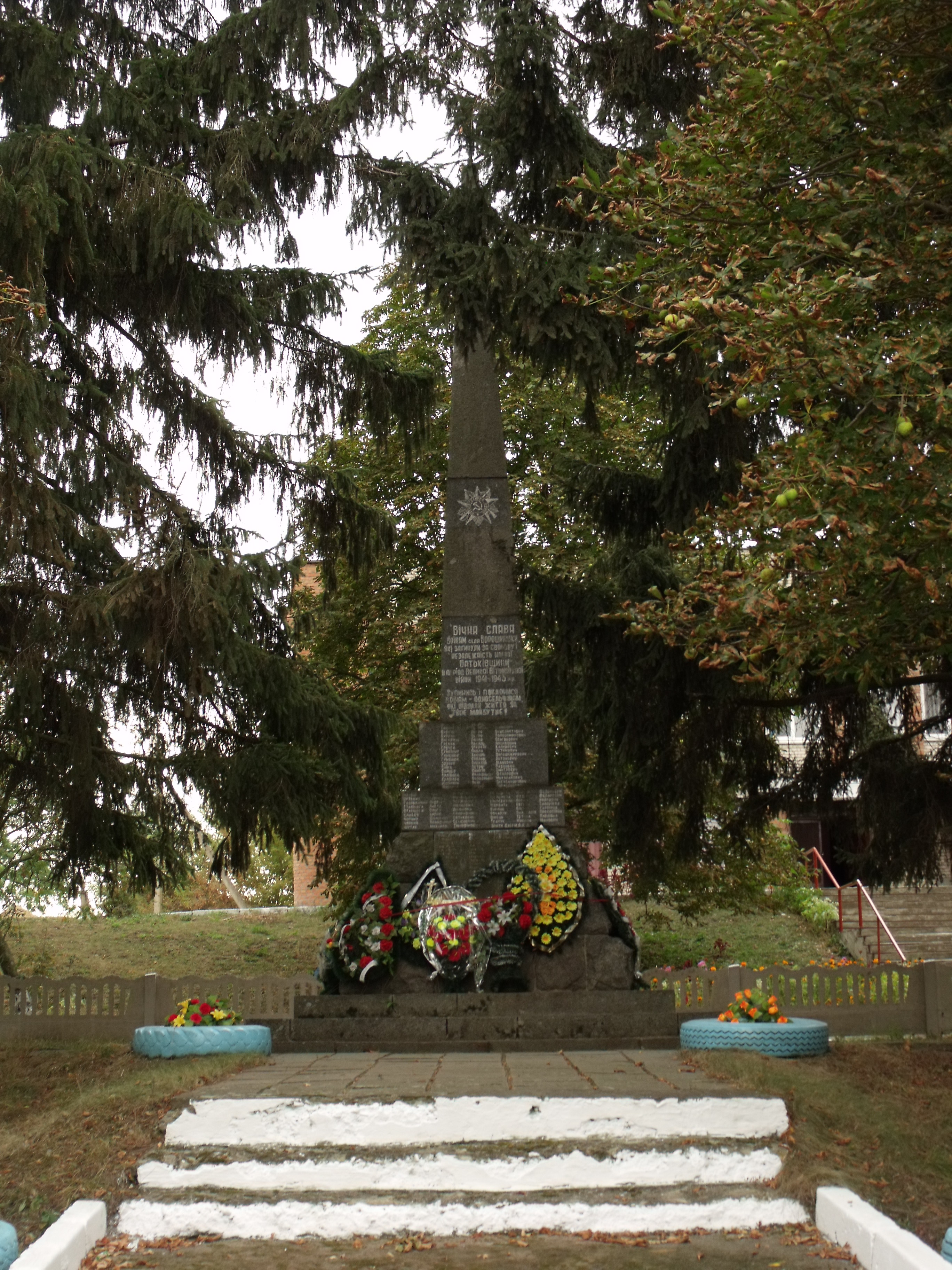
Пам'ятник 75 воїнам-односельчанам, загиблим на фронтах Другої світової війни

### Німецька окупація
З села на другий день війни були мобілізовані 420 чоловіків. Ворошилівка була окупована 17 липня 1941 р. і розділена кордоном по фарватеру Південного Бугу на дві частини — правобережна потрапила до румунської «Трансністрії», лівобережна — до генеральної округи «Житомир» німецького «Рейхскомісаріату Україна». У румунській зоні в центрі села з'явилася жандармерія, патрульний пост по нагляду за кордоном, у приміщенні колгоспної контори — примарія (сільська управа). Старостою був влаштований Володимир Яблочнюк, поліцаями — Сава Ніколюк, Танас Шутак.
В центрі села було створено єврейське гетто для місцевих євреїв та тих, що доставлялися з Бессарабії.
Економічним наслідком окупації стали загальні збитки на 322 тис. 323 руб. Селяни лишилися 240 коней, 480 голів великої рогатої худоби, 320 свиней. Знищена була шкільна бібліотека на 4 тис. книг, зруйновано міст через Південний Буг.
У січні 1944 р. внаслідок глибокого рейду у тил противника двох бригад 1-ї танкової армії генерала М. Ю. Катукова були тимчасово відбиті Немирів, Тиврів, Вороновиця, Ворошилівка. 10—11 січня 1944 р. 8-й гвардійський механізований корпус генерала І. Ф. Дрьомова оволодів населеними пунктами Ворошилівка, Маянів, Борсків, Шершні, Тиврів. Втім, контрнаступом німці повернули ці території під свій контроль ще на два місяці.
11 січня 1944 року біля села відбувся повітряний бій  радянського літака Пе(Петляков)-2 з німецькими винищувачами "Мессершмітт". Радянський літак був збитий і упав на полі поблизу села. Екіпаж загинув.Пошуковець уродженець села Красного Тиврівської громади Вінницького району і житель Гнівані Іван Безкоровайний ініціював розкопки місця падіння літака.Ця ідея не була підтримана тодішньою владою з огляду на матеріальні труднощі.Того ж дня на розвідку вилетіли ще два літаки Пе-2.Один з них був збитий між селами Крвсне та Пирогів Тиврівської громади Вінницького району.Командир літака врятувався.Там в 1983 році були проведені розкопки і встановлений пам'ятник. Ще один такий літак після підбиття німецькими винищувачами намагався приземлитися на аеродромі селища Сутиски,але згорів. Екіпаж загинув.
Остаточне позбавлення від нацистської окупації відбулося 15—17 березня 1944 р.
15-го числа один з полків 151-ї стрілецької дивізії форсував Південний Буг і оволодів на його правому березі Шершнями, Ворошилівкою і Гутою-Шершнівською.
«Совінформбюро» наступного дня повідомило:

| «На Винницком направлении наши войска, продолжая наступление, овладели районными центрами Винницкой области: городами Немиров, Тывров, а также с боями заняли более 40 других населенных пунктов, у том числе крупные населенные пункты Сальник, Медведка, Сосонка, Стадница, Тяжилов, Витава, Ворошиловка, Сутиски, Лука Немировская, Стрельчинцы, Каролина и железнодорожные станции Тюшки, Гнивань». |
У журналі бойових дій 38-ї армії від 17 березня 1944 р. про бої в районі Вінниці і Жмеринки зазначено:

| «237 стрелковоя дивизия 67 стрелкового корпуса к 18:00 двумя полками совершила марш из Гнивани на 'Ворошиловку, м. Браилов и одним стрелковым полком подходила к Козачевке».[33] |
Під час війни 350 осіб з Ворошилівки були нагороджені орденами і медалями Радянського Союзу, а 224 односельця загинули на фронті.

Загалом, за останні 100 років населення Ворошилівки зменшилось у чотири рази.
| 1750 | 1800 | 1889 | 1913 | 1972 | 2013 |
| ---- | ---- | ---- | ---- | ---- | ---- |
| 1050 | 2519 | 3300 | 5582 | 1551 | 1247 |
|      | ▲    | ▲    | ▲    | ▼    | ▼    |

### Нова історія
Після війни оперативно відбудовано колгоспні приміщення, клуб, навчальну трирічну школу, у якій вже у 1945 р. вчилося 130 дітей. 

У 1954 році колгосп імені Свердлова села Ворошилівка об'єднався з колгоспом села Маянова і став багатогалузевим господарством, головним напрямком якого було рослинництво. 

У 70-х роках XX ст. населення Ворошилівки становить 1551 чол. Сільраді підпорядковані села Борсків і Маянів. Колгосп ім. Свердлова користується 460 га землі, у тому числі 2800 га орної. Господарство вже спеціалізується на відгодівлі великої рогатої худоби. Працюють середня школа, клуб, бібліотека, медпункт, пологовий будинок. Є футбольна команда. Виходить багатотиражна колгоспна газета «Прапор комунізму». Партійна організація, створена у 1928 р., нараховує 50 комуніствів, комсомольська — 32 члени.
| - Якименко Іван Петрович (від 1945 р.) - Петренко Павло Сіпатрович (60-ті рр. XX ст.) - Голюк О. П. (на початку 80-х рр. XX ст.) - Окунь М. І. (кінець 80-х—1995 р.) - Лисак П. П. (від 1996 р.) | - Гуменюк Федот Адамович (від 1945 р.) - Ткачук Григорій Йосипович (60-ті роки XX ст.) - Слободянюк В. А. (1970–1975 рр.) - Тихоненко Іван Федорович (1976–1984 рр.) - Іскра В. І. (1984–2000 рр.) |

### Новітня історія
У 1984–2000 рр. відбулась газифікація села, будувались житлові будинки для механізаторів, побудовано будинок культури. Від 2003 р. працює дитячий садок. У школі в 2011 р. навчалося 134 дитини. Орендарями ланів села є ТОВ «Поділлялатінвест» та СФГ «Десна». Працює кафе, 6 приватних магазинів.

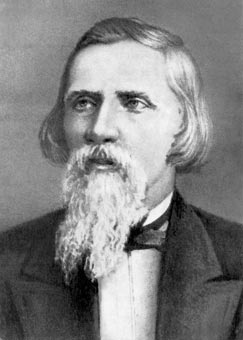

Село помилково внесено до переліку населених пунктів, які потрібно перейменувати згідно із законом «Про засудження комуністичного та націонал-соціалістичного (нацистського) тоталітарних режимів в Україні та заборону пропаганди їхньої символіки».

## Населення

### Мова
Розподіл населення за рідною мовою за даними перепису 2001 року:
| Мова            | Кількість | Відсоток |
| --------------- | --------- | -------- |
| українська      | 1211      | 97.11%   |
| російська       | 29        | 2.33%    |
| румунська       | 3         | 0.24%    |
| болгарська      | 2         | 0.16%    |
| білоруська      | 1         | 0.08%    |
| інші/не вказали | 1         | 0.08%    |
| Усього          | 1247      | 100%     |

## Пам'ятки і персоналії[5]

### Пам'ятки
Танська криниця; розкопки Трипільської культури; курган (IV — III тис. до н. е.) в урочищі «Самійлів яр»; два скіфські поселення (VI — IV ст. до н. е.); «Замчисько» (I тис. н. е.); заїжджі двори по вул. Леніна, молитовний будинок (XIX ст.); будинок цеху «Ворошилівські ковбаси» (1914); пам'ятник 75 воїнам-односельцям, загиблим у Другої світової війни (1968).

### Видатні люди

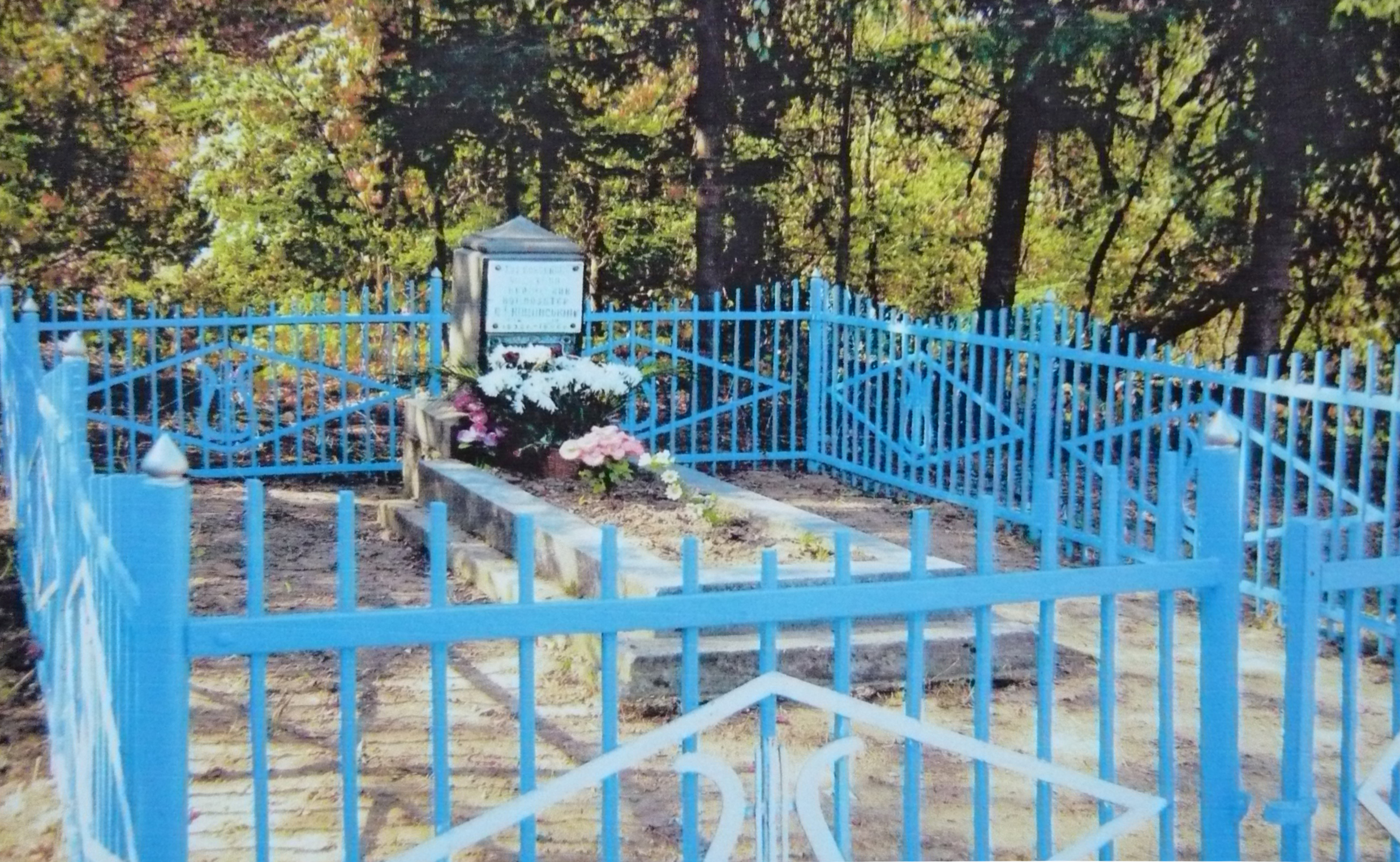
Могила композитора П. Ніщинського

- Джек Делано (1914–1997) — американський фотограф українського походження.
- Карпенко Микола Васильович — заслужений учитель УРСР, учасник штурму Берліна у 1945 р. Народився у Ворошилівці, проживає у Гнівані.
- Малиновський Родіон Якович (1989–1967) — видатний радянський воєначальник, державний діяч, двічі Герой Радянського Союзу. Фактично народився у с. Кліщів Тиврівського району. Його дитинство промайнуло у навколишніх селах — Шендерові, Потуші, Сутисках, а також у Ворошилівці.[40]
- Ніщинський (1832–1896) — відомий український композитор і поет-перекладач. У 1890–1896 рр. часто перебував у родичів і проживав в селі, займаючись перекладом на українську мову античних класиків. Помер 16 березня 1896 р. і похований на сільському цвинтарі. На могилі встановлено чотиригранний обеліск (1911, 1957 рр.). Зберігається дім, де зупинявся композитор. У місцевій школі створено музей митця.
- Серватинський Василь Федорович (1924–2010) — майстер-гончар. Проживав у селі від 1948 р.
- Тростогон Михайло Ананійович (1920–2010) — філолог-поліглот, викладач, краєзнавець, художник.[41]